# Psammon
Psammon  (manchmal auch Psammion) bezeichnet sowohl in der Meeresbiologie als auch der Limnologie (Lehre der Binnengewässer) die Gesamtheit der auf und in dem sandigen Substrat der Gewässer lebenden Organismen. Der Begriff leitet sich ab vom griechischen Wort ψάμμος psammos, „Sand“. Das Psammon ist also ein Teilbereich des Benthos, das ist die Gesamtheit der auf und im Boden der Gewässer vorkommenden Organismen. 
Studien der Mikrobiologie sandiger Flussufer gibt es seit 1926, als D. Sassuchin die Ergebnisse seiner mikroskopischen Untersuchungen an der Oka in Russland veröffentlichte. 1927 wurde der Begriff Psammon von ihm „analog zum Begriff Edaphon“ vorgeschlagen. Die für das Psammon der Flüsse charakteristischen Organismen gehören den Gruppen der Algen, Rädertierchen, Bauchhärlinge, Strudelwürmer, Fadenwürmer, Bärtierchen und Wenigborster an.
Später wurde der Begriff Psammon auch für die Sandküsten der Meere etabliert. Ähnlich wie an den Sandbänken der Flüsse ergibt sich durch den Wellenschlag im Bereich des marinen Sublitorals eine höchst instabile Umweltsituation. Pflanzen können sich im sandigen Milieu nur schwer verwurzeln oder anheften. Daher gibt es auch wenige Organismen, die Pflanzen abweiden. Die Bewohner des Psammons sind größtenteils auf die Verwertung von Detritus angewiesen. 
Durch die Korngröße des Sandes wird die Zusammensetzung der Fauna des Psammons bestimmt. Die meisten Tiere leben hier in den Räumen zwischen den Sandkörnern, dem „Sandlückensystem“ oder Mesopsammon. Sie sind meist zwischen 0,3 und 1 mm groß und gehören somit zur Meiofauna.
Von dem polnischen Biologen Wiszniewski stammt der Vorschlag einer Dreiteilung des Lebensraumes Psammon:
- Eupsammon – der Teil des sandigen Ufers oder der Sandbänke, der oberhalb des Wasserspiegels liegt und nur wenig durch die Wellen beeinflusst wird
- Hygropsammon – der Teil des Sandufers, der im Bereich der Wellen liegt und durch die Hygroskopie des Wassers ständig vollkommen durchnässt bleibt
- Hydropsammon – der Teil, der stets vollständig von Wasser bedeckt ist

Nach dem räumlichen Zusammenhang mit dem Boden wird das Psammon auch unterteilt in:
- Endoposammon – den im Sandboden lebenden Organismen,
- Epipsammon – den auf dem Sandboden lebenden Organismen.